# تاکوتو هیراکاوا
تاکوتو هیراکاوا (ژاپنی: 平川 拓斗؛ زادهٔ ۲۳ آوریل ۲۰۰۳ بازیکن فوتبال اهل ژاپن است.
از باشگاه‌هایی که در آن بازی کرده‌است می‌توان به باشگاه فوتبال گامبا اوساکا اشاره کرد.